# Solovei-Kliutx
Solovei-Kliutx (en rus: Соловей-Ключ) és un poble (un possiólok) del krai de Primórie, a l'Extrem Orient de Rússia, que en el cens del 2010 tenia 375 habitants.